# 萧绍平原

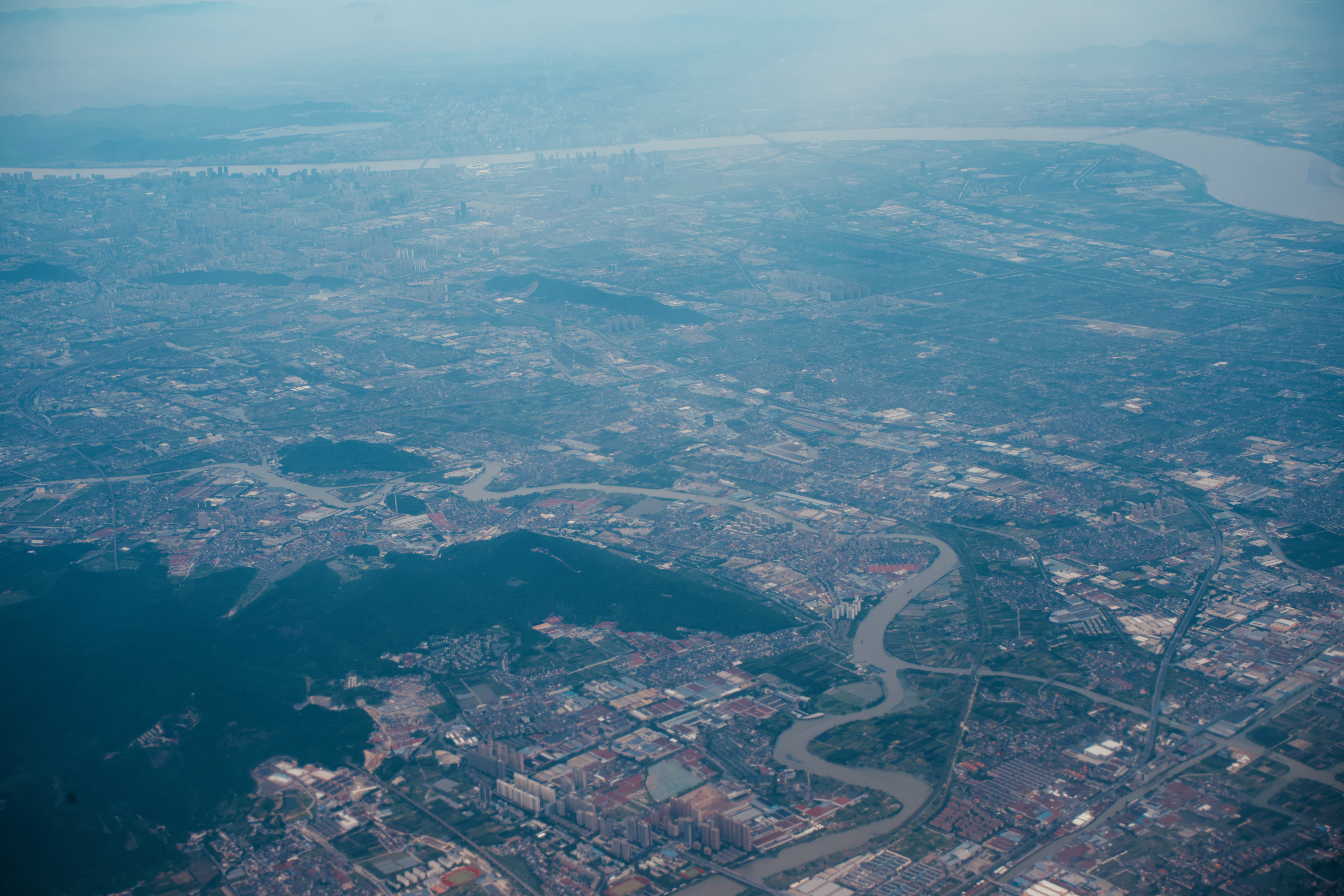
杭州绍兴边界西小江上空

萧绍平原是浙江省的萧山区、滨江区和绍兴市所处的平原。萧绍平原与杭嘉湖平原自古以来就是中国的粮仓，萧山与绍兴更有“萧绍熟，江浙足”的美誉。而现在这两地的经济总量和人均收入都在中国名列前茅。